# 27. август
27. август (27.08.) је 239. дан у години по грегоријанском календару (240. у преступној години). До краја године има још 126 дана.

## Догађаји
- 55. п. н. е. — Римски конзул Гај Јулије Цезар се искрцао се на тло Британије са 10.000 војника VII и X римске легије.
- 1189 — Започела је Опсада Акре.
- 1388 — У бици код Билеће босанска војска под командом Влатка Вуковића је поразила османлијску војску.
- 1689 —Руско царство и Кина династије Ћинг су потписали Нерчински споразум о разграничењу.
- 1776 — Британске снаге предвођене генералом Вилијамом Хауом су поразили америчку Континенталну војску под командом Џорџа Вашингтона у бици за Лонг Ајленд, највећој бици Америчког рата за независност.
- 1793 — Град Тулон се побунио против Француске републике и допустио британској и шпанској флоти да заузму његову луку, што је довело до француске опсаде Тулона.
- 1813 — У бици код Дрездена Наполеон Бонапарта је са 130.000 војника поразио удружене аустријске, руске и пруске снаге од 200.000 људи.
- 1832 — Црни Јастреб, вођа индијанског племена Саука, се предао америчким властима, чиме је окончан Рат Црног Јастреба.
- 1896 — Почео и завршио се најкраћи рат у историји ратовања - Англо-занзибарски рат.
- 1907 — Краљ Србије Петар I Карађорђевић положио је камен темељац за зграду парламента у Београду по пројекту архитекте Јована Илкића. Градња је трајала готово 30 година, а прво заседање скупштине Југославије у њој одржано је 20. октобра 1936.
- 1916 — Италија је у Првом светском рату објавила рат Немачкој а Румунија Аустроугарској.
- 1921 — Велика Британија је поставила Фејсала, сина Шерифа Хусеина, вође арапских побуњеника против Турака, за краља Ирака.
- 1928 — У Паризу је потписан Брајан-Келогов пакт којим су се земље потписнице одрекле рата као средства националне политике и решавања међудржавних сукоба и обавезале да ће спорна питања решавати мирним путем. Међу 63 државе потписнице била је и Краљевина Југославија.
- 1936 — Постигнут је споразум о окончању британске окупације Египта, изузев зоне Суецког канала у којој су остале трупе Уједињеног Краљевства.
- 1940 — Петар Ђурковић, српски астроном, открио астероид 1700 Звездара.
- 1945 — Америчке трупе су на крају Другог светског рата почеле искрцавање на тло Јапана.
- 1946 — Француска и Лаос су закључили споразум којим је Лаос постао краљевина под француском доминацијом.
- 1990 — САД су протерале 36 од 55 службеника амбасаде Ирака у Вашингтону.
- 1992 — У Лондону је завршена дводневна Међународна конференција о бившој Југославији, на којој су представници Републике Српске прихватили да тешко наоружање ставе под контролу УН.
- 1995 — Израел и ПЛО су у Каиру потписали споразум о проширењу палестинске аутономије и на Западну обалу. Аутономија је дотад била предвиђене само за област Газе.
- 2000 — У Москви је у пожару изгорео телевизијски торањ Останкино, један од симбола града. Торањ, висок преко петсто метара, саграђен је 1967. према плановима архитекте Николаја Никитина.
- 2001 — У израелском ракетном нападу на Западну обалу убијен је лидер Народног фронта за ослобођење Палестине Абу Али Мустафа.
- 2003 — Марс се приближио Земљи најближе у последњих 60.000 година, прошавши на растојању од 55.758.005 km.

## Рођења
- 1770 — Георг Вилхелм Фридрих Хегел, немачки филозоф. (прем. 1831)
- 1845 — Еден Лехнер, мађарски архитекта. (прем. 1914)
- 1858 — Ђузепе Пеано, италијански математичар и логичар. (прем. 1932)
- 1864 — Херман Вајнгертнер, немачки гимнастичар. (прем. 1919)
- 1865 — Чарлс Г. Доз, амерички банкар, генерал, дипломата и политичар, 30. потпредседник САД, добитник Нобелове награде за мир (1925). (прем. 1951)
- 1871 — Теодор Драјзер, амерички књижевник и новинар. (прем. 1945)
- 1874 — Карл Бош, немачки хемичар и инжењер, добитник Нобелове награде за хемију (1931). (прем. 1940)
- 1886 — Прока Јовкић,  српски песник, новинар и војник. (прем. 1915)[1]
- 1890 — Мен Реј, амерички визуелни уметник. (прем. 1976)
- 1908 — Доналд Бредман, аустралијски играч крикета. (прем. 2001)
- 1908 — Линдон Џонсон, амерички политичар, 36. председник САД. (прем. 1973)
- 1909 — Силвер Мас, белгијски бициклиста. (прем. 1966)
- 1911 — Рахела Ферари, српска глумица. (прем. 1994)
- 1915 — Норман Фостер Ремзи мл., амерички физичар, добитник Нобелове награде за физику (1989). (прем. 2011)
- 1939 — Никола Пилић, југословенски и хрватски тенисер и тениски тренер.
- 1941 — Сезарија Евора, музичарка са Зеленортских Острва. (прем. 2011)
- 1943 — Тјуздеј Велд, америчка глумица.
- 1953 — Алекс Лајфсон, канадски музичар и музички продуцент, најпознатији као суоснивач и гитариста групе Rush.
- 1953 — Зоран Лилић, српски политичар, 2. председник СР Југославије (1993—1997).
- 1953 — Петер Стормаре, шведски глумац, музичар, драматург, сценариста, продуцент и редитељ.
- 1955 — Роберт Ричардсон, амерички сниматељ и директор фотографије.
- 1959 — Герхард Бергер, аустријски аутомобилиста, возач Формуле 1.
- 1959 — Данијела Ромо, мексичка певачица, глумица и ТВ водитељка.
- 1961 — Том Форд, амерички модни дизајнер, редитељ, сценариста и продуцент.
- 1965 — Горан Василијевић, српски фудбалер и фудбалски тренер.
- 1965 — Пауло Силас, бразилски фудбалер и фудбалски тренер.
- 1966 — Рене Игита, колумбијски фудбалски голман.
- 1968 — Петар Наумоски, македонски кошаркаш.
- 1970 — Кели Трамп, немачка порнографска глумица.
- 1971 — Миљан Гољовић, српско-словеначки кошаркаш.
- 1975 — Наташа Тапушковић, српска глумица.
- 1976 — Марк Вебер, аустралијски аутомобилиста, возач Формуле 1.
- 1976 — Карлос Моја, шпански тенисер.
- 1977 — Деко, бразилско-португалски фудбалер.
- 1979 — Арон Пол, амерички глумац и продуцент.
- 1983 — Џамала, украјинска певачица и глумица.
- 1984 — Натали Диздар, хрватска музичарка.
- 1984 — Сули Мунтари, гански фудбалер.
- 1985 — Никица Јелавић, хрватски фудбалер.
- 1986 — Себастијан Курц, аустријски политичар.
- 1986 — Марио, амерички музичар, глумац и модел.
- 1992 — Ким Петрас, немачка музичарка.

## Смрти
- 1474 — Махмуд-паша Абоговић, турски државник, војсковођа, песник и велики везир српског порекла. (рођ. 1420)
- 1576 — Тицијан Вечели, венецијански сликар. (рођ. 1490)
- 1664 — Франсиско де Сурбаран, шпански сликар. (рођ. 1598)
- 1916 — Петар Кочић, српски писац. (рођ. 1877)[2]
- 1950 — Чезаре Павезе, италијански песник, романописац, књижевни критичар и преводилац. (рођ. 1908)[3]
- 1960 — Сима Пандуровић, српски писац. (рођ. 1883)[4]
- 1975 — Хаиле Селасије I, цар Етиопије. (рођ. 1892)
- 1990 — Стиви Реј Вон, амерички гитариста (рођ. 1954)
- 1999 — Хелдер Камара, бразилски католички надбискуп, познати борац за људска права. (рођ. 1909)
- 2015 — Борис Аранђеловић, српски рок музичар и певач групе Смак. (рођ. 1948)
- 2015 — Дерил Докинс, амерички кошаркаш. (рођ. 1957)
- 2016 — Слободан Ж. Јовановић, српски позоришни, филмски, телевизијски и радио редитељ. (рођ. 1945)[5]

## Празници и дани сећања
- 1828 — Уругвај је званично постао независна држава на основу мировног уговора склопљеног у Рио де Жанеиру после окончања рата између Бразила и Аргентине.
- 1991 — Молдавија је прогласила независност од СССР.
- Српска православна црква данас прославља:
  - Свети пророк Михеј (Претпразништво Успенија)